# Comuna Mîkolaiivka, Iemilciîne
Mîkolaiivka (în ucraineană Миколаївська сільська рада) este o comună în raionul Iemilciîne, regiunea Jîtomîr, Ucraina, formată din satele Mîkolaiivka (reședința), Omelușa, Polonîceve, Rudnea-Mîkolaiivka și Spaske.

## Demografie
Componența lingvistică a comunei Mîkolaiivka
     Ucraineană (99,13%)
     Alte limbi (0,88%)
Conform recensământului din 2001, majoritatea populației comunei Mîkolaiivka era vorbitoare de ucraineană (99,13%), existând în minoritate și vorbitori de alte limbi.